# Балка Довга (притока Кальміусу)
Балка Довга — балка (річка) в Україні у Київському районі Донецька Донецької області. Права притока річки Кальміусу (басейн Азовського моря).

## Опис
Довжина балки приблизно 2,77 км, найкоротша відстань між витоком і гирлом — 2,37  км, коефіцієнт звивистості річки — 1,17 . Формується декількома балками та загатами.

## Розташування
Бере початок на південно-східній стороні від Донецького юридичного інституту МВС. Тече переважно на південний схід, перетинає вулицю Павла Поповича та провулок Блажка і впадає у річку Кальміус.

## Цікаві факти
- На правому березі балки біля гирла розташована зупинка Шахтарська[5].